# 玛丽亚多夫
玛丽亚多夫是奥地利布尔根兰州上瓦特县的一个市镇。总面积20.54平方公里，总人口1256人，人口密度61.1人/平方公里（2001年）。